# Johann Wilhelm Leis
Johann Wilhelm Leis (* 6. Februar 1768 in Arnstadt; † 3. Juli 1808 in Leipzig) war ein deutscher Schriftsteller der Biedermeierzeit.

## Leben
Johnn Wilhelm Leis studierte Theologie und war anschließend in St. Petersburg Hofmeister der Kinder des Petersburger Arztes Konrad Stoffregen, durch den er den Maler Gerhard von Kügelgen kennenlernte. Nach 1800 zog Leis nach Dresden, wo er als Rezensent und Literat für verschiedene Journale schrieb. Er lebte in einer Dachstube des Tepmannschen Hauses in der Halben Gasse, wo ab 1805 auf Vermittlung von Leis auch Gerhard von Kügelgen mit seiner Familie lebte. Leis wurde von Wilhelm von Kügelgen in seinen Jugenderinnerungen als „Onkel Leis“ verewigt.
Besondere Bedeutung gewann Leis durch seine Rezensionen über verschiedene Gemälde, die bei den Dresdner Kunstausstellungen gezeigt wurden. So bezeichnete er am 2. April 1807 in der Zeitung für die elegante Welt die von Gerhard von Kügelgen ausgestellten vier ersten Porträts seiner Galerie berühmter Zeitgenossen als „wahr und treu“, wohingegen er die von Josef Mathias Grassi ausgestellten Porträts als „bloße Schemen“ charakterisierte. Damit begann die Auseinandersetzung zwischen den älteren konservativen Künstlern wie Grassi, die schon länger in Dresden lebten und Professoren der Akademie waren, und den jüngeren, autonomen und progressiven Künstlern wie Gerhard von Kügelgen und Caspar David Friedrich, dessen Bilder Leis ebenfalls ausführlich würdigte. Der Konflikt zwischen beiden Künstlergruppen erreichte seinen Höhepunkt nach Leis’ Tod im Frühjahr 1809, als Grassis Schüler und Bewunderer, der Kammerherr Basilius von Ramdohr Friedrichs Gemälde „Das Kreuz im Gebirge“ in einer Rezension in der Zeitung für die elegante Welt angriff. Der Streit ist bekannt als „Ramdohr-Streit“.